# CP Urbanos
CP Urbanos é uma divisão comercial da companhia ferroviária portuguesa CP - Comboios de Portugal, dedicada à gestão e exploração das redes de urbanos, que unem os diferentes pontos dentro dos aglomerados urbanos de alta densidade populacional mediante linhas de alta capacidade e frequência.

## Redes
Atualmente, CP Urbanos gere e opera em exclusivo os núcleos de urbanos do Porto e Coimbra. Está presente também, junto com outra companhia ferroviária privada, nomeadamente, Fertagus, no núcleo de urbanos de Lisboa. Naquele núcleo onde não opera em exclusivo, CP Urbanos tem a sua própria rede, de modo igual ao do outro operador, sem explorar as mesmas linhas de urbanos. Nestes núcleos existem entidades públicas que exercem as funções de autoridades de transporte; é habitual que estas entidades ofereçam tarifários integrados que permitem o transbordo entre os diferentes transportes, entre os quais se incluem aqueles oferecidos pela CP Urbanos.

### Urbanos Lisboa
O serviço Urbano de Lisboa é prestado na área metropolitana de Lisboa e num pequeno troço na Lezíria do Tejo (Vila Nova da Rainha, Espadanal da Azambuja e Azambuja). Em Lisboa, a CP tem a sua própria rede exclusiva, à qual se sobrepõem as linhas de outros operadores. Em Lisboa, o sistema de passes é unificado, permitindo o uso indiscriminado dos serviços dos dois operadores. Na margem norte do Tejo é constituído por um conjunto genérico de três serviços radiais (Sintra - Rossio/Meleças, Cascais - Cais do Sodré e Azambuja - Santa Apolónia) e um transversal ao longo da Linha de Cintura (Azambuja/Castanheira do Ribatejo - Alcântara-Terra, complementando por Alverca/Oriente-Sintra). Os pontos de conexão entre as radiais e as transversais são Campolide, Braço de Prata e Alcântara onde se podem efetuar transbordos para qualquer direção. Dada a flexibilidade da oferta, com sobreposição de serviços, a possibilidade de transbordo estende-se a uma parte substancial da rede.
Na Península de Setúbal, o serviço (denominado “Linha do Sado”) é garantido entre Praias do Sado e o Barreiro, onde se efetua a ligação por via fluvial até Lisboa. A oferta ferroviária suburbana da CP Urbanos é aqui complementada pela da Fertagus, que liga Roma-Areeiro, em Lisboa, a Setúbal, prestando serviço duplicado ao da Linha do Sado desde o Pinhal Novo até esta cidade.
O serviço é garantido por unidades elétricas de grande capacidade com frequências que variam dos 10 aos 60 minutos consoante o percurso e o período da semana e do dia.

### Urbanos Porto
O serviço Urbano do Porto é prestado na Área Metropolitana do Porto e em regiões próximas, nomeadamente nas subregiões do Cávado até Braga, do Ave até Guimarães, do Tâmega e Sousa até Marco de Canaveses e da Região de Aveiro até Aveiro, num círculo de cerca de 60 km à volta da cidade do Porto. Conta com quatro eixos com uma origem na mesma estação da cidade do Porto (São Bento), divergindo ao longo do seu percurso.
Dadas as caraterísticas sociais e económicas das zonas onde a rede de serviços Urbanos se insere, os pólos de atração e geração de viagem ao longo dos eixos permitem assegurar distintas pendularidades conforme os centros urbanos servidos.
O serviço é garantido por unidades elétricas com frequências variáveis, podendo atingir níveis de alta frequência (um comboio a cada 10 minutos) nos troços de maior procura, especialmente entre Ermesinde e Granja.

### Urbanos Coimbra
Após o abandono pela CP das ligações de Coimbra ao eixo Lousã - Miranda do Corvo (Ramal da Lousã), em 2004, e desta cidade à Figueira da Foz via Cantanhede (Ramal da Figueira da Foz), em 2011, os serviços Urbanos Coimbra ficaram reduzidos ao corredor do Baixo Mondego, de Coimbra à Figueira da Foz via Montemor-o-Velho (Ramal de Alfarelos e troços das linhas do Norte, Oeste e Ramal da Lousã).

## Material circulante
A CP Urbanos utiliza para os seus serviços de urbanos o seguinte material:
| Série    | Imagem | Núcleos Urbanos Servidos            | Unidades em Operação             | Entrada em Serviço | Comprimento  | Vel. máx. | N.º Passag.             |
| -------- | ------ | ----------------------------------- | -------------------------------- | ------------------ | ------------ | --------- | ----------------------- |
| UTE 2240 |        | Urbanos de Coimbra Urbanos do Porto | 55 Unidades Triplas Elétricas    | 2004               | 3 × 22,890 m | 120 km/h  | sent. + pé 264 + 272    |
| UQE 2300 |        | Urbanos de Lisboa                   | 42 Unidades Quadruplas Elétricas | 1992               | 95,590 m     | 120 km/h  | sent. + pé 316 + 550    |
| UQE 2400 |        | Urbanos de Lisboa                   | 14 Unidades Quadruplas Elétricas | 1997               | 95,590 m     | 120 km/h  | sent. + pé 316 + 550    |
| UTE 3150 |        | Urbanos de Lisboa                   | 13 Unidades Triplas Elétricas    | 1998               | 59,340 m     | 90 km/h   | sent. + pé 156 + 415    |
| UQE 3250 |        | Urbanos de Lisboa                   | 18 Unidades Quadruplas Elétricas | 1998               | 78,925 m     | 90 km/h   | sent. + pé 208 + 565    |
| UQE 3500 |        | Urbanos de Lisboa                   | 12 Unidades Quadruplas Elétricas | 1999               | 106,600 m    | 140 km/h  | sent. + pé 476+4r + 680 |
| UME 3400 |        | Urbanos do Porto                    | 34 Unidades Quadruplas Elétricas | 2002               | 4 × 15,060 m | 140 km/h  | sent. + pé 180 + 435    |

## História
As séries da frota anterior eram as séries 2000/2050/2080, 2100/2150 e 2200 (estas três últimas estiveram na origem da série 2240).